# الرجل الآخر (فلم)
الرجل الآخر، هو فيلم مصرى أُصدر عام 1973، من بطولة صلاح ذو الفقار، وشمس البارودي، وزبيدة ثروت، وإخراج محمد بسيوني. وهو أول فيلم يخرجه.

## قصة الفيلم
عادل وسلوى يعيشان حياة زوجية هادئة وناعمه يبحثان عن كيفية إيجاد السعادة للآخر في أحد الأيام يصاب المطبخ بعطب فيأتي إليها السباك كي يقوم بإصلاح بعض المواسير واثناء عمل السباك يجد نفسه في حاله اشتهاء لهذه الزوجة سلوى فيقرر في لحظة شيطانيه الاعتداء عليها ويفلح في ذلك ويصبح الاتزان مفقودا في علاقة الزوجين بعد ان حدث شرخ في علاقتهما عادل لا يستطيع أن يقترب من زوجته سلوى بعد أن إغتصبها هذا الآخر بينما سلوى ترى أنها ضحية هذا الاعتداء وانها لم تكن فاعلة بقدر ما هي لحظة ضعف من السباك وفشلها في مقاومته إلى أن خارت قواها ولا ذنب لها في ذلك ليبدا خط طويل حول مفهوم الشرف وأهميته وكيفيه التعامل معه من خلال الأقران وإن الشك ليس له محل بل إن هناك امورا يستحيل معها أن نعامل الأقران كنموذج مكتوب بل إن الحياة احيانا تفرض علينا بعض المواقف وليست كلها طالما ان هناك قناعه ان الفعل حدث غصباً وليس برضاء الطرف الآخر.

## فريق العمل
- قصة وإخراج: محمد بسيوني.
- تأليف: مصطفى بركات، محمد بسيوني.
- إنتاج: المؤسسة المصرية العامة للسينما والتلفزيون (والمسرح والموسيقى).
- المنتج المنفذ: صلاح ذو الفقار
- توزيع: المؤسسة المصرية العامة للسينما والتلفزيون (والمسرح والموسيقى).
- موسيقي تصويرية: فؤاد الظاهري.
- تصوير: علي خير الله.

## طاقم التمثيل

### بطولة
- صلاح ذو الفقار بدور (الصحفي عادل عبد الحميد)
- شمس البارودي بدور (سلوى)
- زبيدة ثروت بدور (السيدة الراسلة للصحفي)
- سمير صبري بدور (رمزي)
- عماد حمدي بدور (شاكر رئيس التحرير)
- كمال الشناوي بدور (إسماعيل رأفت)
- عزت عبد الجواد بدور (السباك)
- سمير رستم بدور (محرر في الجريدة)
- هالة الصافي بدور (الراقصة)

### بالاشتراك مع
- فتحية شاهين
- عبد الوهاب خليل
- مختار السيد
- محمد لطفي
- علي عز الدين
- توفيق الكردي
- محمد همام

## روابط خارجية
- مقالات تستعمل روابط فنية بلا صلة مع ويكي بيانات